# フィリパ・ピアス
アン・フィリパ・ピアス（Ann Philippa Pearce, OBE、1920年1月23日 - 2006年12月21日）は、イギリスの児童文学作家。フィリパはフィリッパとも表記される。

## 生涯
ケンブリッジシャーのグレート・シェルフォード (Great Shelford) という村に生まれる。父親は祖父の代からの製粉業者で、母親は240キロほど離れたランカシャーの紡績業者の娘である。フィリパは四人兄姉の末っ子で、8歳年上の姉と二人の兄がいる。フィリパは5歳の時に腎炎にかかり治療のため家で過ごすことが多く、ケンブリッジのパース女学校 (The Perse Girls' School) に入学したのも普通の子供よりも遅く8歳になってからだった。女学校では歴史に親しみ、ディケンズやエリオットといったヴィクトリア朝小説などを乱読した。
パース女学校を卒業後、国家奨学金 (State Scholarship) を得てケンブリッジ大学のガートンカレッジに入学する。大学では最初の2年間は英語・英文学を専攻し、最後の1年間は歴史を専攻して学士・修士号を取得して卒業する。大学を卒業後はボーンマスで非常勤の公務員として働いていたが、学生時代に書いていた物語の草稿がラジオドラマの書き手を探していたBBC職員の目にとまり、1945年に英国放送協会（BBC）のラジオの学校放送部門に就職、ロンドンで脚本家およびプロデューサーとして働くことになる。
1952年に肺結核にかかり11か月ほどBBCを休職するがそのときに新しい物語の想を思いつき、1955年に最初の著書『ハヤ号セイ川をいく』（Minnow on the Say）を刊行する。その後の彼女の作品と同様、彼女が育ってきた地方、特にリトル・シェルフォード (Little Shelford) とリトル・バーレイの村々から着想を得たもので、ケンブリッジは「キャッスルフォード」という大学町になり（ウェスト・ヨークシャーに同名の町があるが、それとは無関係）、ケム川 (River Cam) はセイ川になっている。
ピアスの最も有名な作品『トムは真夜中の庭で』（Tom's Midnight Garden, 1958年）は、時をテーマにした小説の古典といわれるようになり、映画化され、また何度もTV化されている。「真夜中の庭」は、実際に彼女が育った製粉工場の庭をモデルにしたものである。彼女はこの作品で、カーネギー賞を受賞している。
その他の作品としては、『まぼろしの小さい犬』（A Dog So Small, 1962年）、『ペットねずみ大さわぎ』（The Battle of Bubble and Squeak, 1978年）、『サティン入江のなぞ』（The Way to Sattin Shore, 1983年）などがある。『ペットねずみ大さわぎ』は、TVのチャンネル4の教育番組 "Talk, Write and Read" で全2回の番組として放送された。
フィリパ・ピアスの夫マーティン・クリスティは、最初の子どもが誕生して間もなく亡くなった。当時、彼女は既に40代に差しかかっていた。1973年以降、彼女はグレート・シェルフォードの彼女が育った土地に住んでいた。
フィリパ・ピアスは決して多作な作家ではなかったが、晩年まで約50年間の執筆活動を続け、会議に参加し、アンソロジーを編纂し、短編も書き続けた。2002年にはイギリスの首相の公邸ダウニング街10番地での児童文学作家のレセプションにも出席した。2004年、20年がかりの初めての長編小説『川べのちいさなモグラ紳士』（The Little Gentleman）を出版している。
2006年12月21日、ニューカッスルにある児童書センター「Seven Stories」の展示室にて脳卒中で倒れ、86歳で死去した。葬儀は無宗教で行われた。（2006年2月27日 朝日新聞）

## 影響
アニメ映画監督の宮崎駿は、1990年の雑誌『図書』誌上の対談の中で、自分が影響を受けた外国の児童文学作家として、フィリップ・ターナー、エリナー・ファージョンらとともに、フィリパ・ピアスの名前を挙げている。

## 主要作品
- 『ミノー号の冒険』（Minnow on the Say (1955)、前田三恵子訳、文研出版、文研児童読書館） 1970
のち『ハヤ号セイ川をいく』（足立良子訳、講談社） 1974、のち青い鳥文庫 1984
- 『トムは真夜中の庭で』（Tom's Midnight Garden (1958)、高杉一郎訳、岩波書店） 1967、のち岩波少年文庫
- 『おばあさん空をとぶ』（Mrs. Cockle's Cat (1961)、まえだみえこ訳、文研出版、文研児童読書館） 1972
のち『コクルおばあさんとねこ』（前田三恵子訳、徳間書店） 2018
- 『まぼろしの小さい犬』（A Dog So Small (1962)、猪熊葉子訳、学習研究社、少年少女学研文庫27） 1970、のち学研ベストブックス 1976、のち岩波書店 1989
- The Children of Charlecote (Brian Fairfax-Lucy との共著、1968)
- 『りす女房』（The Squirrel Wife (1971)、いのくまようこ訳、冨山房） 1982
- 『まよなかのパーティ - ピアス短編集』（What the Neighbours Did and Other Stories (1972)、猪熊葉子訳、冨山房） 1959、1967、1969、1985
のち『フィリパ・ピアス傑作短編集』上・下（長沼登代子注釈、南雲堂） 1994
- のち『真夜中のパーティー』（猪熊葉子訳、岩波少年文庫） 2000
- 『幽霊を見た10の話』（The Shadow Cage and Other Tales of the Supernatural (1977)、高杉一郎訳、岩波書店） 1984
「影の檻」(The Shadow Cage)
「ミス・マウンテン」(Miss Mountain)
「あててみて」(Guess)
「水門で」(At the River-Gates)
「お父さんの屋根裏部屋」(Her Father's Attic)
「ジョギングの道づれ」(The Running Companion)
「手招きされて」(Beckoned)
「両手をポケットにつっこんだ小人」(The Dear Little Man with His Hands in His Pockets)
「犬がみんなやっつけてしまった」(The Dog Got Them)
「アーサー・クックさんのおかしな病気」(The Strange Illness of Mr. Arthur Cook)
- 『それいけちびっこ作戦』（The Elm Street Lot、百々佑利子訳、ポプラ社、ポプラ社の世界こどもの本） 1983
- 『ペットねずみ大さわぎ』（The Battle of Bubble and Squeak (1978)、高杉一郎訳、岩波書店） 1984
- 『サティン入江のなぞ』（The Way to Sattin Shore (1983)、高杉一郎訳、岩波書店） 1986
- 『ライオンが学校へやってきた』（Lion at School and Other Stories (1985)、高杉一郎訳、岩波書店） 1989
- 『エミリーのぞう』（Emily's Own Elephant、猪熊葉子訳、岩波書店） 1989
- 『ふしぎなボール』（The Tooth Ball、猪熊葉子訳、岩波書店） 1989
- 『こわがっているのはだれ?』（Who's Afraid? and Other Strange Stories (1986)、高杉一郎訳、岩波書店） 1992
「クリスマス・プディング」（A Christmas Pudding Improves with Keeping）
「サマンサと幽霊」（Samantha and the Ghost）
「よその国の王子」（A Prince in Another Place）
「黒い目」（Black Eyes）
「あれがつたってゆく道」（The Road It Went By）
「おばさん」（Auntie）
「弟思いのやさしい姉」（His Loving Sister）
「こわがってるのは、だれ?」（Who's Afraid?）
「ハレルさんがつくった洋だんす」（Mr. Hurrel's Tallboy）
「こがらしの森」（The Hirn）
「黄いろいボール」（The Yellow Ball）
- 『フィリパ・ピアス珠玉選』（The Best of Philippa Pearce、伊達壽曠,伊達桃子編、英宝社） 1997
- 『8つの物語 - 思い出の子どもたち』（The Rope and Other Stories (2000)、片岡しのぶ訳、あすなろ書房） 2002
「ロープ」（The Rope）
「ナツメグ」（Nutmeg）
「夏の朝」（Early Transparent）
「まつぼっくり」（The Fir Cone）
「スポット」（Bluebag）
「チェンバレン夫人の里帰り」（Mrs. Chamberlain's Reunion）
「巣守りたまご」（The Nest Egg）
「目をつぶって」（Inside Her Head）
- 『川べのちいさなモグラ紳士』（The Little Gentleman (2004)、猪熊葉子訳、岩波書店） 2005
- 『消えた犬と野原の魔法』（A Finder's Magic (2008)、さくまゆみこ訳、徳間書店） 2014
- 『ひとりでおとまりしたよるに』（Amy's Three Best Things、さくまゆみこ訳、徳間書店） 2014